# Jaguar Racing
Jaguar Racing — це назва, дана гоночним командам Jaguar Land Rover. Зараз вони беруть участь у Формулі E під назвою Jaguar TCS Racing в партнерстві з Tata Consultancy Services. Раніше це був конструктор Формули-1, який брав участь у чемпіонаті Формули-1 з 2000 по 2004 рік. Окрім одномісних автомобілів, бренд Jaguar також має багату історію в різних серіях перегонів спортивних автомобілів, особливо зі спорткарами XJR, які здобули успіх у Чемпіонаті світу серед спортивних автомобілів FIA, а також Чемпіонаті IMSA GT наприкінці 1980-х та на початку 1990-х років.

## Формула-1
Jaguar Racing утворилася після покупки компанією Ford команди Формули-1 Джекі Стюарта Stewart Grand Prix у червні 1999 року. 14 вересня 1999 року Ford перейменував команду в рамках своїх глобальних маркетингових операцій для просування своєї компанії з виробництва преміальних автомобілів Jaguar. Незважаючи на це брендування, вони продовжували використовувати на болідах двигуни Ford Cosworth, інженери Jaguar не були задіяні, а сама команда також виступала, як офіційна заводська команда Ford у Формулі-1. Пілотами були Едді Ірвайн з 2000 по 2002 рік, Джонні Герберт у 2000 році, Лучано Бурті на кількох гонках у 2001 році та Гран-прі Австрії у 2000 році, Педро де ла Роса у 2001 та 2002 роках, Антоніо Піццонія у 2003 році до Хоккенгайма, Марк Веббер у 2003 році. і 2004, Джастін Вілсон з Хоккенгайма до кінця 2003, і Крістіан Клін у 2004.

### Сезон 2000
У 2000 році командою керував Вольфганг Райцле, який тоді очолював Premier Automotive Group, що належала Ford. Додаткове фінансування та реклама, отримані завдяки тому, що команда стала власністю Ford, були очевидні з першої гонки року. Команда найняла Едді Ірвайна, який здобув друге місце в чемпіонаті минулого сезону, як партнера колишнього пілота Stewart Джонні Герберта. Але результати цього сезону не відповідали результатам, яких команда Stewart змогла досягти в 1999 році. Jaguar фінішували лише дев’ятими в Кубку конструкторів, випередивши тільки Minardi та Prost, які не змогли набрати жодного очка.

### Сезон 2001

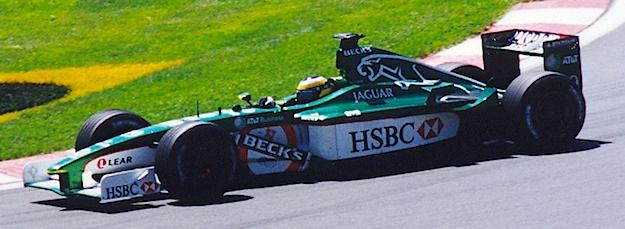
Педро де ла Роса за кермом R2 на Гран-прі Канади 2001 року.

Рейтцле пішов у відставку, і його замінив американський чемпіон з перегонів і успішний власник команди Боббі Рахал у 2001 році. Результати не покращилися, а призначення триразового чемпіона Формули-1 Нікі Лауди в середині року не допомогло моральному духу команди, оскільки вона опустилася і ще нижче в турнірній таблиці. Невдала спроба перевести колишнього технічного директора McLaren Едріана Ньюї в Jaguar ще більше дестабілізувала команду, а конфлікт між Рахалом і Лаудою призвів до відставки Рахала. Однак найяскравішим моментом сезону став перший подіум команди з Ірвайном в Монако, який фінішував третім. Це дозволило Jaguar фінішувати восьмими в Кубку конструкторів.

### Сезон 2002

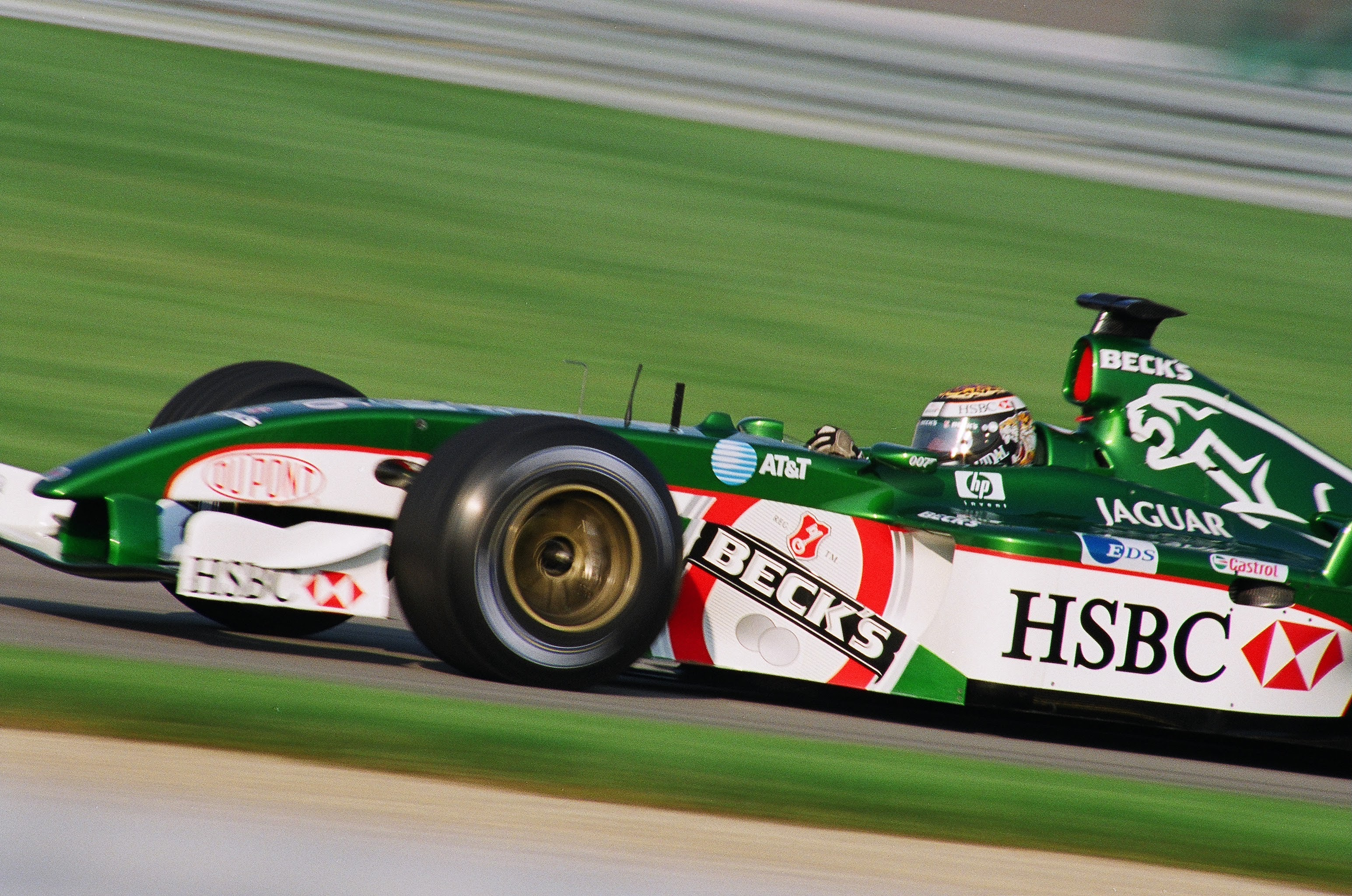
Едді Ірвайн за кермом R3 на Гран-прі США 2002 року.

2002 рік під керівництвом Лауди був ще гіршим, і результати покращились лише пізніше цього року. У ради директорів Ford почали виникати серйозні проблеми з витратами та вигодами від команди Формули-1, особливо тому, що вона не представляла бренд материнської компанії. Ірвайн посів ще одне третє місце, цього разу в Монці, що, зрештою, стало останнім подіумом Jaguar у Формулі-1. Jaguar знову покращили свій результат в Кубку конструкторів, цього разу фінішувавши сьомими.

### Сезон 2003
Фінансування було скорочено на 2003 рік. Лауду та 70 інших співробітників було звільнено, і було надано 2-річний термін, щоб показати можливі поліпшення. У 2003 році стан справ в команді покращився під керівництвом Джона Хогана, оскільки команда виграла від хорошого менеджменту та більш ефективного використання ресурсів (зокрема, використання аеродинамічної труби поблизу заводу порівняно з каліфорнійською). Новий склад пілотів у вигляді Марка Веббера та Антоніо Піццонії (який пізніше був замінений Джастіном Вілсоном) привів команду до сьомого місця в Кубку конструкторів.

### Сезон 2004

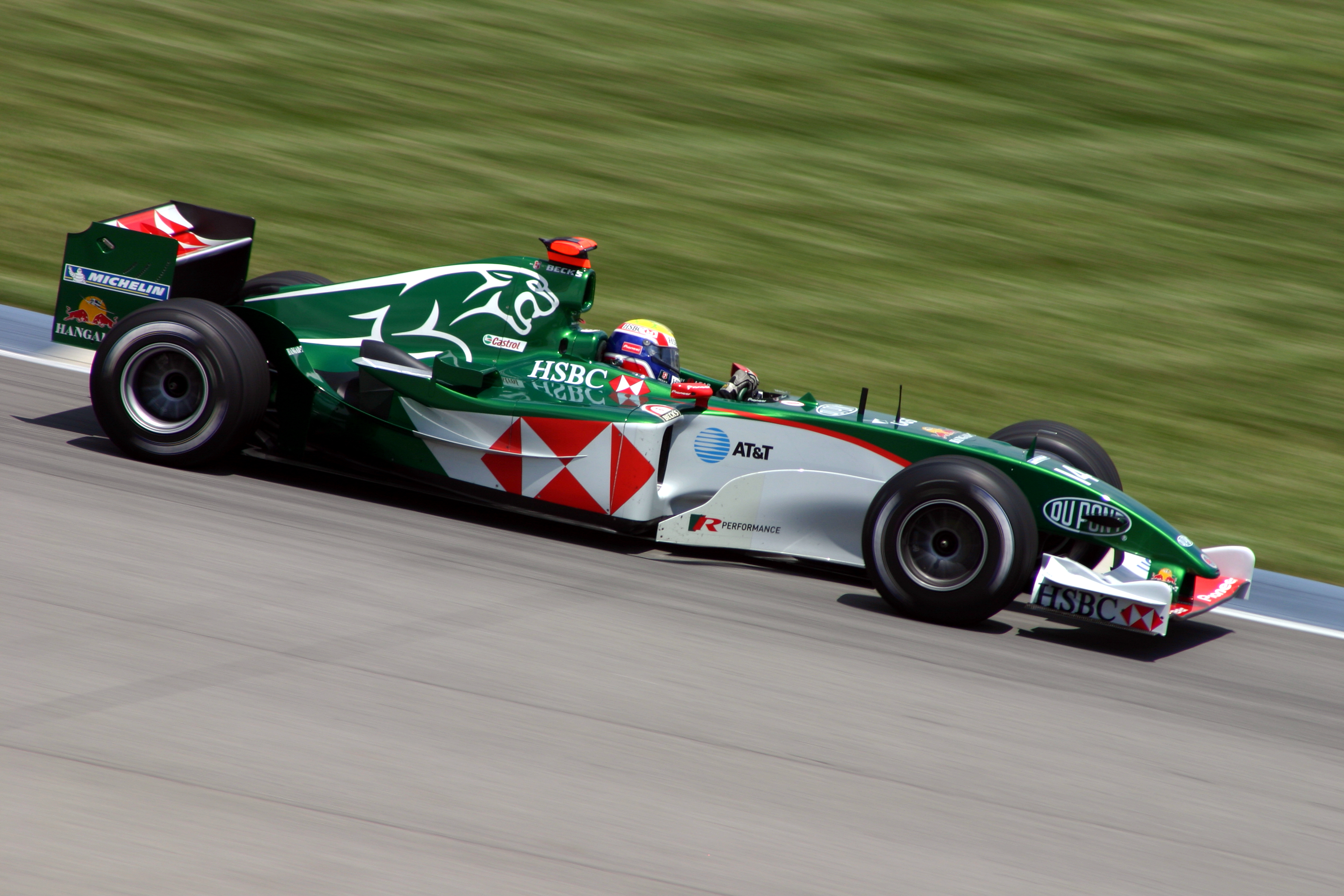
Марк Веббер за кермом R5 на Гран-прі США 2004 року.

В останньому сезоні Jaguar отримала розголос, коли двоє механіків команди, вигравши надувного віслюка з фільму «Шрек» у розіграші з банки газованки, фотографували його навколо паддоку під час декількох Гран-прі і створили веб-сайт для фотографій. Після Гран-прі Бразилії 2004 року Берні Екклстоун, Макс Мослі, більша частина спортивного менеджменту та всі гонщики, крім Міхаеля Шумахера, залишили автографи на віслюку, а механіки оголосили про свій намір виставити його на аукціоні eBay і пожертвувати виручені кошти на благодійність. Для Гран-прі Монако 2004 року автомобілі Jaguar були оснащені носовими обтікачами нового дизайну для реклами фільму «Дванадцять друзів Оушена». Діаманти Steinmetz Group вартістю понад 250 тис. доларів США були прикріплені до носа обох болідів, один з яких нібито зник після аварії Крістіана Кліна на першому колі. У 2004 році відбулася стабілізація результатів, але команда не змогла постійно боротися за очки. Jaguar фінішував сьомим у Чемпіонаті конструкторів третій рік поспіль.
Материнська компанія Jaguar у Формулі-1, Ford, висунула ультиматум у рамках скорочення залученості до спорту на міжнародному рівні. Зокрема, через те, що Jaguar не рекламував основну марку Ford, віддача від величезної суми інвестованих грошей була незначною, тому фінансування від самої компанії Ford було зменшено. Ford вирішив продати команду ближче до кінця 2004 року, незважаючи на стабільніші показники протягом попередніх двох років, оскільки в Ford хотіли зосередитися на Чемпіонаті світу з ралі. Команда Ford не була залучена в шосейних гонках на міжнародній арені протягом 11 років — до свого повернення в 2016 році, де Ford стали партнером команди Chip Ganassi Racing в класі GTE Pro, як своєї заводської команди в Чемпіонаті світу з перегонів на витривалість FIA. У середині листопада 2004 року в компанії з виробництва енергетичних напоїв Red Bull підтвердили, що вони придбали команду Формули-1 Jaguar у Ford. Нова команда була перейменована в Red Bull Racing.

## Формула E
Чутки про можливу участь Jaguar у Формулі E сягають літа 2015 року. Наміри Jaguar долучитись до чемпіонату Формули E були офіційно оголошені в грудні того ж року. На відміну від своєї кампанії у Формулі-1, команда мала вступити в серію як виробник, розробляючи власну трансмісію. Jaguar дебютував у третьому сезоні Формули E, замінивши команду Trulli GP.

### Сезон 2016–17

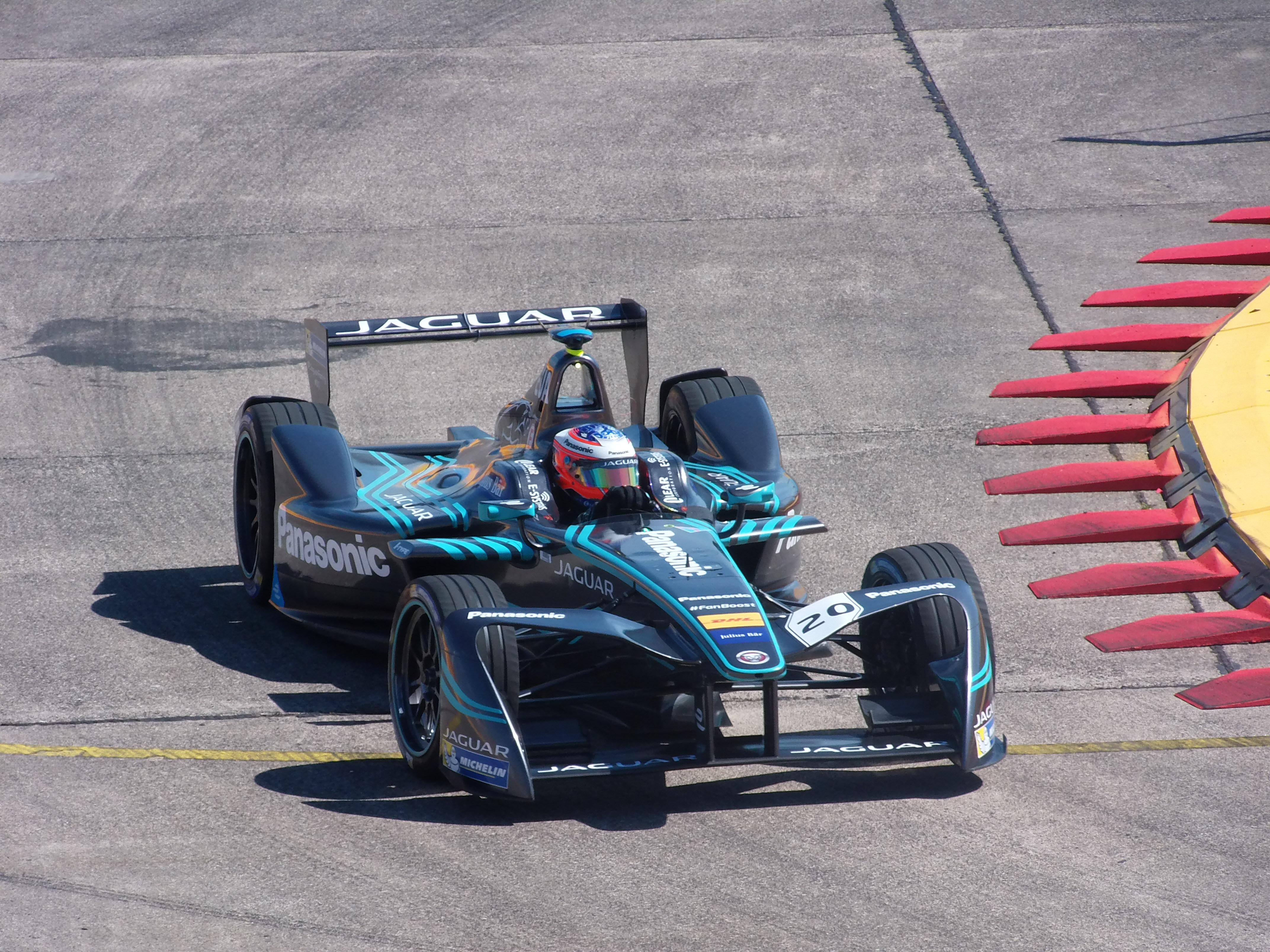
Мітч Еванс за кермом Jaguar I-Type 1 на еПрі Берліна 2017 року.

19 серпня 2016 року було оголошено, що Jaguar візьме з собою чемпіона A1 GP Адама Керролла, чемпіона Ле-Мана Гаррі Тінкелла та чемпіонів GP3 2012 і 2014 років Мітча Еванса та Алекса Лінна на передсезонні тести в Донінгтон Парк, а також оголосили про проведення презентації команди 8 вересня 2016 року. Пізніше Керролл і Еванс підписали контракт з командою, а Panasonic було названо головним спонсором команди. Lear Corporation, яка раніше підтримувала Jaguar у їхній кампанії Формули-1, була оголошена другорядним спонсором. У жовтні 2016 року гітаристка Gorillaz Нудл стала глобальним амбасадором Jaguar після рекламного ролика, в якому вона їде за кермом електричного боліда, а потім виходить і повідомляє, що можна покращити.
У сезоні 2016–2017 років Jaguar посіла 10-е місце в командному заліку, а найкращим результатом став подвійний фініш в очках на 4-му та 8-му місцях на еПрі Мехіко 2017 року. Керрол разом із Робіном Фрайнсом з Andretti були єдиними двома пілотами, які фінішували у всіх 12 гонках сезону.

### Сезон 2017–18
Перед сезоном Jaguar уклав багаторічний контракт з GKN. Також було оголошено про нову спонсорську угоду з Viessmann. Щоб підвищити свої шанси на хороші результати, Jaguar підписав контракт з Нельсоном Піке мол., першим чемпіоном серії серед гонщиків. Піке мав можливість залишитися з командою NIO, але вирішив цього не робити, оскільки пункт в контракті щодо результативності команди дозволяв йому покинути команду. Еванс залишився з командою і став напарником Піке, який замінив Керролла. Хо-Пін Тунг залишився в команді ще на один сезон резервним гонщиком. На першому еПрі сезону в Гонконзі Jaguar набрали очки в обох гонках та здобули свій перший подіум у серії, коли Мітч Еванс піднявся на третє місце після дискваліфікації Деніела Абта після гонки. Команда використовувала Пола ді Реста та П'єтро Фіттіпальді на тестах для новачків, яке відбулося в Марракеші після еПрі Маракаеша 2018 року. На еПрі Цюриха Еванс завоював перший поул команди.
Jaguar фінішували 6-ми у командному заліку, а найкращим результатом було третє місце, яке Еванс успадкував у другій гонці еПрі Гонконгу 2017 року. Протягом сезону команда тричі змогла фінішувати в очках обома болідами. Обидва пілоти команди потрапили до топ-10 чемпіонату серед гонщиків – Еванс став сьомим, а Піке завершив сезон на дев’ятому місці. Піке, однак, також мав найбільше сходів з усіх пілотів, які брали участь у сезоні – він п’ять разів не зміг дістатись до фінішу гонки.

### Сезон 2018–19

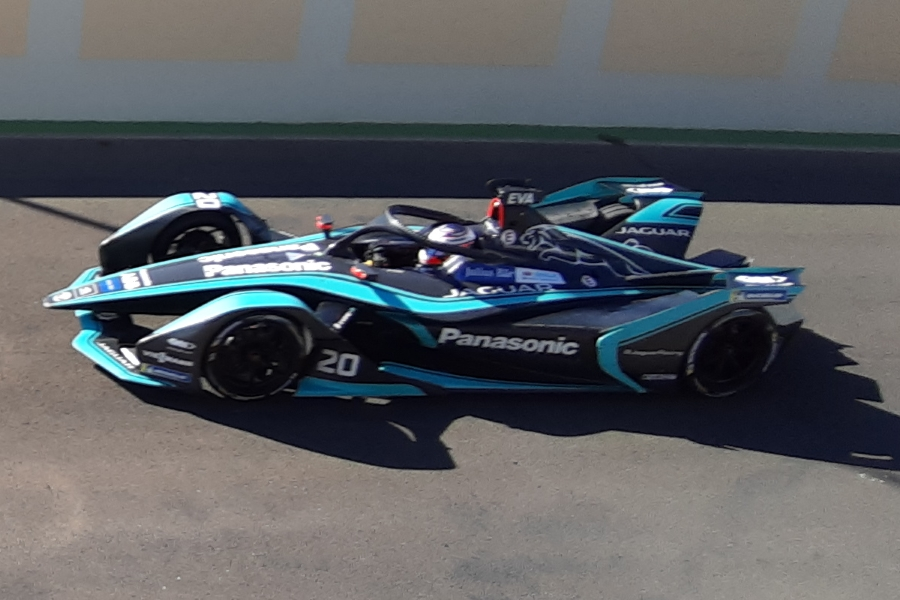
Еванс за кермом I-Type 3 на еПрі Маракеша 2019 року.

Еванс і Піке залишились на сезон 2018–19. Хо-Пін Тун також залишився на позиції резервного гонщика. Окрім цього, Танг також виконував функції експерта та був частиною команди трансляції Jaguar I-Pace eTrophy. Для тестів для новачків у 2019 році (який знову відбувся в Марракеші після еПрі) команда вирішила повернути П'єтро Фіттіпальді в партнерстві з Гаррі Тінкеллом. У березні 2019 року, відразу після першого еПрі Саньї, Піке покинув команду після низки поганих результатів (в порівнянні з серією фінішів в очках Еванса), і його замінив колишній пілот Virgin Алекс Лінн. Евансу вдалося виграти наступну гонку в Римі, що стало дебютною перемогою для Jaguar – це також був перший фактичний подіум команди в серії. Його товариш по команді Лінн фінішував 12-м під час свого дебюту за Jaguar. Болід Еванса згодом був відправлений до штаб-квартири FIA в Женеві для перевірки одного з поперечних важелів і його відповідності омологованому елементу. Проблем не було виявлено і перемогу було офіційно підтверджено.
Очкова серія Еванса завершилася під час дощового еПрі Парижа, де він став останнім пілотом, який фізично перетнув фінішну пряму на шістнадцятому місці, відстаючи на коло від лідера після позапланового піт-стопу для заміни переднього крила. Лінн був змушений зійти після аварії з Едоардо Мортарою з Venturi, що фактично позбавило Jaguar шансів набрати очки на цьому етапі. У результаті це стало першою гонкою сезону, де обидві машини не змогли набрати очок. Наступна гонка в Монако пройшла успішно, обидві машини фінішували з очками вперше з моменту першого еПрі в Ад-Дірії. У цій гонці Лінн також вперше набрав очки для команди. Команда добре завершила сезон, завдяки декільком подіумам здобутих Евансом, що дозволило йому навіть потрапити в боротьбу за чемпіонство на еПрі Швейцарії, після якого він став третім у чемпіонаті з 87 очками. Лінн здебільшого мав справу з проблемами надійності, особливо зійшовши з другого місця в першій гонці в Нью-Йорку.
Незважаючи на покращену форму в другій половині сезону, Jaguar фінішував 7-м у командному чемпіонаті зі 116 очками, що нижче 6-го місця, досягнутого в попередньому сезоні. Однак Еванс покращив свій результат у чемпіонаті серед пілотів, фінішувавши п’ятим зі 105 очками, лише на три очки менше Лукаса ді Грассі, який фінішував третім. Еванс також був єдиним гонщиком, якому вдалося фізично перетнути фінішну пряму в кожній гонці сезону, хоча Даніель Абт з Audi також був класифікований у кожній гонці (але не зміг фінішувати в Римі, оскільки він зійшов на останньому колі).

### Сезон 2019–20

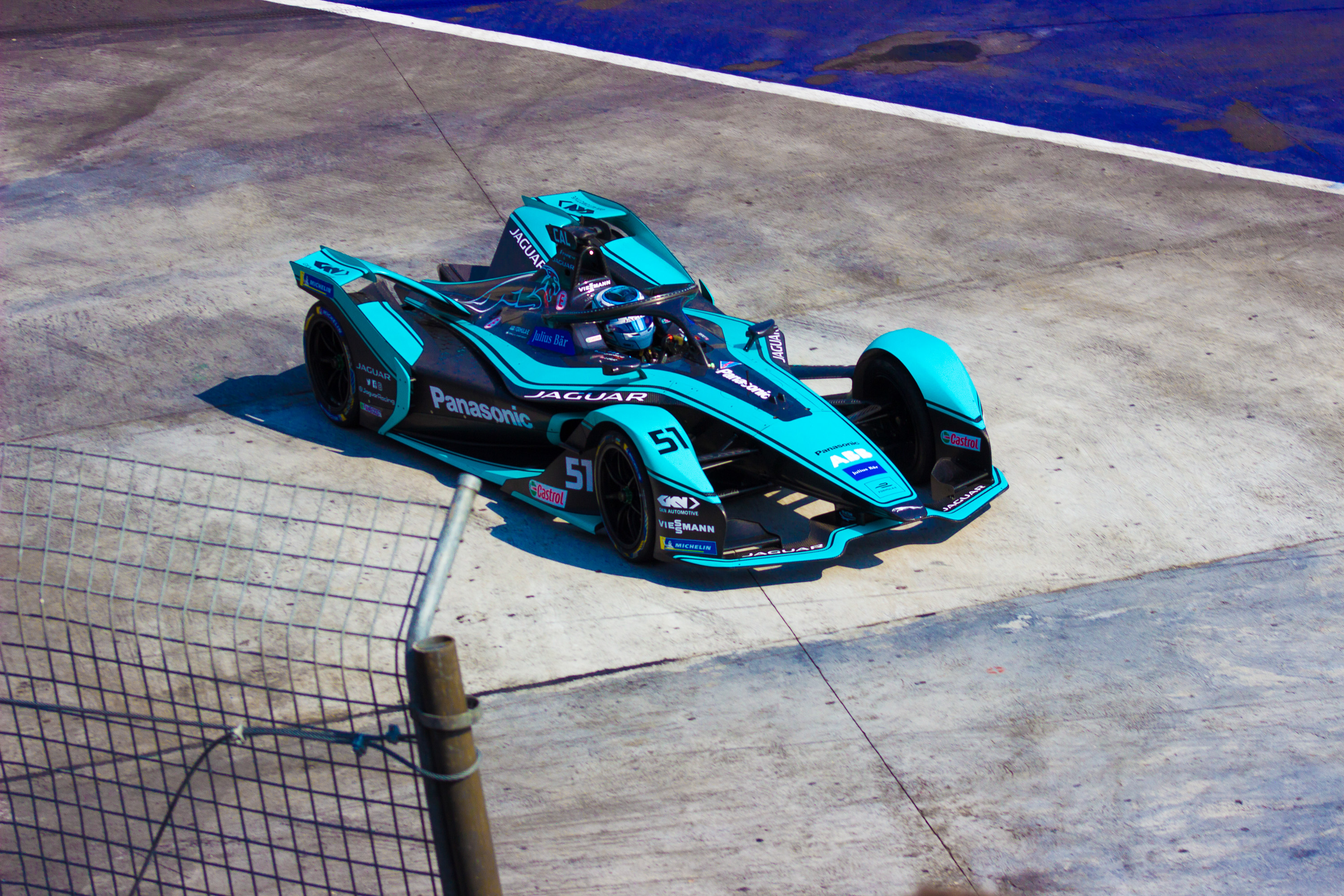
Джеймс Каладо за кермом I-Type 4 на еПрі Мехіко 2020 року.

У червні 2019 року Jaguar розпочав тести шостого сезону з Алексом Лінном і Мітчем Евансом. Команда також протестувала Джеймса Каладо, потенційного кандидата на друге місце. 26 вересня Jaguar офіційно затвердив Еванса своїм першим пілотом, підписавши з командою багаторічний контракт. Це буде четвертий поспіль сезон Еванса з Jaguar. 2 жовтня Каладо було підтверджено партнером Еванса по команді. Того ж дня Jaguar також представила новий I-Type 4 разом із Castrol, нового партнера, який повертається до автоспортивної діяльності Jaguar після майже 30-річної відсутності. 7 січня 2020 року було оголошено, що Алекса Лінна повернули в команду на роль резервного і тестового пілота. Завдяки цьому Хо-Пін Тунг, попередній резервний пілот Jaguar, став глобальним послом Jaguar Racing, а також залишився в команді коментаторів I-Pace eTrophy.
На еПрі Мехіко Еванс приніс Jaguar другу перемогу у Формулі Е, а також отримав друге поспіль бонусне очко за те, що він став найшвидшим гонщиком на груповому етапі кваліфікації. Каладо фінішував дев'ятим, але пізніше був дискваліфікований за технічне порушення. 19 лютого Jaguar оголосили Джеймі Чадвік першим із двох обраних пілотів для третього щорічного тесту новачків у Марракеші. Наступного дня було оголошено, що Саша Фенестрац приєднається до Чадвік на тести новачків. 30 липня Jaguar оголосила Тома Блумквіста своїм новим резервним пілотом після того, як Лінн підписав контракт з Mahindra Racing і залишив Jaguar. Останньою гонкою Каладо за Jaguar стала четверта гонка на еПрі Берліна 2020 року, через його участь в 6 годин Спа-Франкоршам 2020 року. В двох останніх гонках його місце зайняв новий резервний пілот Блумквіст.
Після невдалого фіналу сезону в Берліні Jaguar набрали лише 81 очко, знову посівши 7 місце в командному заліку.

### Сезон 2020–21
14 липня 2020 року Jaguar стала першою командою, яка оголосила свій склад пілотів на сезон 2020–2021 після підписання в команду Сема Берда. Берд закінчив поточний сезон 2019–2020 років у Envision Virgin Racing, перш ніж перейти в нову команду. Еванс продовжив працювати в команді, оскільки він підписав багаторічний контракт перед сезоном 2019–2020. У жовтні 2020 року Jaguar представила ранню версію боліда I-Type 5, причому команда називала себе просто Jaguar Racing, закінчивши багаторічну співпрацю із титульним спонсором Panasonic. 27 листопада команда провела віртуальний запуск I-Type 5 разом із презентацією пілотів, показавши нових спонсорів і оголосивши номери болідів. У лютому 2021 року Саша Фенестрац повернувся в команду як резервний пілот, замінивши Блумквіста, який приєднався до NIO 333 як штатний пілот.
На подвійному еПрі Ед-Дірійї команда двічі піднялася на подіум і двічі зійшла з гонки. У першій гонці Еванс фінішував третім після успішного захисту своєї позиції від Рене Раста. Берд зійшов з гонки після зіткнення з Алексом Лінном, який пізніше отримав штраф за інцидент. У наступній гонці Берд виграв свою першу гонку з Jaguar після того, як стартував з третього місця та успішно випередив Серхіо Сетте Камара з Dragon на старті, а пізніше Робіна Фрайнса, свого колишнього напарника по команді Virgin Racing. Проте гонка закінчилася передчасно під червоним прапором з повідомленням про те, що Алекс Лінн потрапив у страшну аварію з Евансом, який був змушений зійти з дистанції. Одразу після інциденту він спробував перевірити чи все гаразд з Лінном, якого пізніше доставили до лікарні. Після цієї гонки Jaguar вперше лідирував у командному чемпіонаті. Під час подвійного еПрі Валенсії команда втратила лідерство в боротьбі за чемпіонство, оскільки не змогла набрати жодного очка після провальних кваліфікацій в обох гонках через мокру трасу у своїй кваліфікаційній групі.
У травні 2021 року Том Діллманн приєднався до команди другим резервним гонщиком, повернувшись у спорт після того, як раніше виступав за Venturi та NIO. 22 липня 2021 року компанія Jaguar Land Rover офіційно підтвердила прийняття наступного набору правил Формули E, згідно з якими Jaguar Racing залишатиметься в чемпіонаті до 2026 року. Потім 3 серпня було оголошено, що Еванс підписав ще одне багаторічне продовження контракту з командою. Перед еПрі Берліна було оголошено, що Герд Мойзер піде у відставку з посади голови правління після сезону, а Тьєррі Боллоре змінить його на цій посаді. У своєму найуспішнішому сезоні на сьогоднішній день Jaguar Racing посів друге місце в командному чемпіонаті зі 177 очками, лідируючи в двох окремих випадках (другий був перед фінальним раундом), з двома перемогами, здобутими Бердом, і ще шістьма фінішами на подіумі, п'ять з яких здобув Еванс, який, як результат, здобув найбільшу кількість подіумів у тому сезоні.

### Сезон 2021–22
2 листопада 2021 року команда оголосила про свій новий ребрендинг на Jaguar TCS Racing разом із підтвердженням незмінного складу пілотів Берда та Еванса. Тьєррі Боллоре також був затверджений новим головою команди. 17 січня 2022 року Норман Нато був оголошений новим резервним пілотом і гонщиком симулятора Jaguar, приєднавшись до Тома Діллманна та замінивши Сашу Фенестраза. 8 лютого 2022 року було оголошено, що Jaguar стане постачальником силових агрегатів для Envision Racing протягом ери Gen3 Формули E, яка має розпочатися в сезоні 2022–2023 років.
Після невдалого початку сезону Jaguar відновився на еПрі Риму, де Еванс здобув подвійну перемогу. Берд також був близьким до подвійного фінішу в очках, але був змушений зійти з другої гонки. На першому еПрі Джакарти Еванс додав ще одну перемогу до свого резюме, залишившись четвертим у чемпіонаті, але наблизившись до своїх суперників за титул, які отримали перевагу після менш успішного еПрі Берліна.
Берд був змушений пропустити обидва раунди завершального еПрі Сеула через перелом руки під час еПрі Лондона. Його місце зайняв резервний пілот Jaguar Норман Нато. Це був перший випадок у кар'єрі Берда у Формулі Е, коли він не зміг здобути ні перемоги, ні подіуму. Мітч Еванс виграв першу гонку в Сеулі, що стала його четвертою перемогою в сезоні. Еванс закінчив сезон на 2-му місці зі 180 очками, відставши від Стоффеля Вандорна на 33 очка. Jaguar завершили сезон на четвертому місці в командному заліку.

## Результати в Формулі-1

### Як постачальник двигунів
| Приклад      | Опис                                                              |
| ------------ | ----------------------------------------------------------------- |
| 1            | Переможець                                                        |
| 2            | Друге місце                                                       |
| 3            | Третє місце                                                       |
| 5            | Фінішував у очковій зоні                                          |
| 12           | Фінішував поза очковою зоною                                      |
| НКЛ          | Фінішував, але не класифікований                                  |
| Схід         | Не фінішував і не класифікований                                  |
| НКВ          | Не кваліфікований                                                 |
| НПКВ         | Не передкваліфікований                                            |
| ДСК          | Дискваліфікований                                                 |
| ТТР          | Брав участь тільки в тренуваннях                                  |
| тест         | Тестер по п'ятницях (з 2003 року)                                 |
| НС           | Брав участь у Гран-прі як бойовий пілот, але не стартував у гонці |
| Т            | Травмований чи хворий                                             |
| Викл         | Виключений із протоколу                                           |
| Від          | Відмова від участі                                                |
| НТР          | Не брав участі в тренуваннях                                      |
| НПР          | Не прибув на Гран-прі                                             |
| С            | Гонка скасована                                                   |
|              | Не брав участі                                                    |
| Жирний шрифт | Поул-позиція                                                      |
| Курсив       | Швидке коло                                                       |

| Рік  | Учасник            | Шасі          | Двигун    | Шини | Пілот              | 1   | 2   | 3   | 4   | 5   | 6   | 7    | 8   |
| ---- | ------------------ | ------------- | --------- | ---- | ------------------ | --- | --- | --- | --- | --- | --- | ---- | --- |
| 1950 | Клементе Біондетті | Ferrari 166S  | XK 3.4 L6 | P    |                    | ВЕЛ | МОН | 500 | ШВЙ | БЕЛ | ФРА | ІТА  |     |
| 1950 | Клементе Біондетті | Ferrari 166S  | XK 3.4 L6 | P    | Клементе Біондетті |     |     |     |     |     |     | Схід |     |
| 1957 | Safety Auto Glass  | Mercedes W154 | 3.4 L6    | F    |                    | АРГ | МОН | 500 | ФРА | ВЕЛ | НІМ | ПЕС  | ІТА |
| 1957 | Safety Auto Glass  | Mercedes W154 | 3.4 L6    | F    | Денні Кладіс       |     |     | НКВ |     |     |     |      |     |

### Як коструктор
| Приклад      | Опис                                                              |
| ------------ | ----------------------------------------------------------------- |
| 1            | Переможець                                                        |
| 2            | Друге місце                                                       |
| 3            | Третє місце                                                       |
| 5            | Фінішував у очковій зоні                                          |
| 12           | Фінішував поза очковою зоною                                      |
| НКЛ          | Фінішував, але не класифікований                                  |
| Схід         | Не фінішував і не класифікований                                  |
| НКВ          | Не кваліфікований                                                 |
| НПКВ         | Не передкваліфікований                                            |
| ДСК          | Дискваліфікований                                                 |
| ТТР          | Брав участь тільки в тренуваннях                                  |
| тест         | Тестер по п'ятницях (з 2003 року)                                 |
| НС           | Брав участь у Гран-прі як бойовий пілот, але не стартував у гонці |
| Т            | Травмований чи хворий                                             |
| Викл         | Виключений із протоколу                                           |
| Від          | Відмова від участі                                                |
| НТР          | Не брав участі в тренуваннях                                      |
| НПР          | Не прибув на Гран-прі                                             |
| С            | Гонка скасована                                                   |
|              | Не брав участі                                                    |
| Жирний шрифт | Поул-позиція                                                      |
| Курсив       | Швидке коло                                                       |

| Рік  | Шасі   | Двигун                                      | Шини | Пілот            | 1    | 2    | 3    | 4    | 5    | 6    | 7    | 8    | 9    | 10   | 11   | 12   | 13   | 14   | 15   | 16   | 17   | 18   | Очки | Місце |
| ---- | ------ | ------------------------------------------- | ---- | ---------------- | ---- | ---- | ---- | ---- | ---- | ---- | ---- | ---- | ---- | ---- | ---- | ---- | ---- | ---- | ---- | ---- | ---- | ---- | ---- | ----- |
| 2000 | R1     | Cosworth CR-2 3.0 V10                       | B    |                  | АВС  | БРА  | СМР  | ВЕЛ  | ІСП  | ЄВР  | МОН  | КАН  | ФРА  | АВТ  | НІМ  | УГО  | БЕЛ  | ІТА  | США  | ЯПО  | МАЛ  |      | 4    | 9     |
| 2000 | R1     | Cosworth CR-2 3.0 V10                       | B    | Едді Ірвайн      | Схід | Схід | 7    | 13   | 11   | Схід | 4    | 13   | 13   | Від  | 10   | 8    | 10   | Схід | 7    | 8    | 6    |      | 4    | 9     |
| 2000 | R1     | Cosworth CR-2 3.0 V10                       | B    | Лучано Бурті     |      |      |      |      |      |      |      |      |      | 11   |      |      |      |      |      |      |      |      | 4    | 9     |
| 2000 | R1     | Cosworth CR-2 3.0 V10                       | B    | Джонні Герберт   | Схід | Схід | 10   | 12   | 13   | 11†  | 9    | Схід | Схід | 7    | Схід | Схід | 8    | Схід | 11   | 7    | Схід |      | 4    | 9     |
| 2001 | R2     | Cosworth CR-3 3.0 V10                       | M    |                  | АВС  | МАЛ  | БРА  | СМР  | ІСП  | АВТ  | МОН  | КАН  | ЄВР  | ФРА  | ВЕЛ  | НІМ  | УГО  | БЕЛ  | ІТА  | США  | ЯПО  |      | 9    | 8     |
| 2001 | R2     | Cosworth CR-3 3.0 V10                       | M    | Едді Ірвайн      | 11   | Схід | Схід | Схід | Схід | 7    | 3    | Схід | 7    | Схід | 9    | Схід | Схід | НС   | Схід | 5    | Схід |      | 9    | 8     |
| 2001 | R2     | Cosworth CR-3 3.0 V10                       | M    | Лучано Бурті     | 8    | 10   | Схід | 11   |      |      |      |      |      |      |      |      |      |      |      |      |      |      | 9    | 8     |
| 2001 | R2     | Cosworth CR-3 3.0 V10                       | M    | Педро де ла Роса |      |      |      |      | Схід | Схід | Схід | 6    | 8    | 14   | 12   | Схід | 11   | Схід | 5    | 12   | Схід |      | 9    | 8     |
| 2002 | R3 R3B | Cosworth CR-3 3.0 V10 Cosworth CR-4 3.0 V10 | M    |                  | АВС  | МАЛ  | БРА  | СМР  | ІСП  | АВТ  | МОН  | КАН  | ЄВР  | ВЕЛ  | ФРА  | НІМ  | УГО  | БЕЛ  | ІТА  | США  | ЯПО  |      | 8    | 7     |
| 2002 | R3 R3B | Cosworth CR-3 3.0 V10 Cosworth CR-4 3.0 V10 | M    | Едді Ірвайн      | 4    | Схід | 7    | Схід | Схід | Схід | 9    | Схід | Схід | Схід | Схід | Схід | Схід | 6    | 3    | 10   | 9    |      | 8    | 7     |
| 2002 | R3 R3B | Cosworth CR-3 3.0 V10 Cosworth CR-4 3.0 V10 | M    | Педро де ла Роса | 8    | 10   | 8    | Схід | Схід | Схід | 10   | Схід | 11   | 11   | 9    | Схід | 13   | Схід | Схід | Схід | Схід |      | 8    | 7     |
| 2003 | R4     | Cosworth CR-5 3.0 V10                       | M    |                  | АВС  | МАЛ  | БРА  | СМР  | ІСП  | АВТ  | МОН  | КАН  | ЄВР  | ФРА  | ВЕЛ  | НІМ  | УГО  | ІТА  | США  | ЯПО  |      |      | 18   | 7     |
| 2003 | R4     | Cosworth CR-5 3.0 V10                       | M    | Марк Веббер      | Схід | Схід | 9†   | Схід | 7    | 7    | Схід | 7    | 6    | 6    | 14   | 11†  | 6    | 7    | Схід | 11   |      |      | 18   | 7     |
| 2003 | R4     | Cosworth CR-5 3.0 V10                       | M    | Антоніо Піццонія | 13†  | Схід | Схід | 14   | Схід | 9    | Схід | 10†  | 10   | 10   | Схід |      |      |      |      |      |      |      | 18   | 7     |
| 2003 | R4     | Cosworth CR-5 3.0 V10                       | M    | Джастін Вілсон   |      |      |      |      |      |      |      |      |      |      |      | Схід | Схід | Схід | 8    | 13   |      |      | 18   | 7     |
| 2004 | R5 R5B | Cosworth CR-6 3.0 V10                       | M    |                  | АВС  | МАЛ  | БАХ  | СМР  | ІСП  | МОН  | ЄВР  | КАН  | США  | ФРА  | ВЕЛ  | НІМ  | УГО  | БЕЛ  | ІТА  | КИТ  | ЯПО  | БРА  | 10   | 7     |
| 2004 | R5 R5B | Cosworth CR-6 3.0 V10                       | M    | Марк Веббер      | Схід | Схід | 8    | 13   | 12   | Схід | 7    | Схід | Схід | 9    | 8    | 6    | 10   | Схід | 9    | 10   | Схід | Схід | 10   | 7     |
| 2004 | R5 R5B | Cosworth CR-6 3.0 V10                       | M    | Крістіан Клін    | 11   | 10   | 14   | 14   | Схід | Схід | 12   | 9    | Схід | 11   | 14   | 10   | 13   | 6    | 13   | Схід | 12   | 14   | 10   | 7     |

Примітки
- † – Пілоти, що не фінішували на гран-прі, але були класифіковані, оскільки подолали понад 90 % дистанції.

## Виноски
1. ↑  Jaguar Racing співпрацює та розділяє базу з Williams Advanced Engineering.[1][2][3]
2. ↑  Поточна команда Формули E не має відношення до команди Формули-1, що була утворена з команди Stewart Grand Prix та тепер належить Red Bull і виступає під назвою Red Bull Racing.